# Amplirhagada elevata
Amplirhagada elevata é uma espécie de gastrópode  da família Camaenidae.
É endémica da Austrália.